# Bengaluru Football Club
Maillots
Le Bengaluru Football Club (en kannada : ಬೆಂಗಳೂರು ಫುಟ್ಬಾಲ್ ಕ್ಲಬ್, et en hindi : बंगलौर फुटबॉल क्लब), plus couramment abrégé en Bengaluru FC, est un club indien de football fondé en 2013 et basé dans la ville de Bangalore, dans l'état du Karnataka.

## Histoire
Fondé en juillet 2013, le club est invité deux mois plus tard à prendre part à la saison 2013-2014 de l'I-League, à la suite des exclusions des formations d'ONCG FC et de Palian Arrows. Contre toute attente, il remporte la compétition et obtient du même coup son billet pour les éliminatoires de la Ligue des champions. Le club remporte un second titre quelques mois plus tard en s'imposant en finale de la Coupe d'Inde face à Dempo SC.
Bengaluru compte dans son effectif l'international indien Sunil Chhetri, qui termine co-meilleur buteur du championnat l'année du titre.
En 2017, le club s'engage dans l'Indian Super League terminant deuxième dès sa première participation, la saison suivante il remporte le championnat.
Le club devient le premier club indien à atteindre une finale continentale, en disputant (et perdant) la finale de la Coupe de l'AFC en 2016 face aux Irakiens d'Al-Qowa Al-Jawiya.

## Palmarès
| Compétitions nationales | Compétitions internationales           |
| --- | -------------------------------------- |
| - Indian Super League (1) : - Champion : 2018-19. - Finaliste : 2017-18. - Championnat d'Inde (2) : - Champion : 2013-14 et 2016. - Vice-champion : 2015. - Durand Cup (1) : - Vainqueur : 2022-23. - Coupe d'Inde (2) : - Vainqueur : 2015 et 2017. | - Coupe de l'AFC : - Finaliste : 2016. |

## Personnalités du club

### Présidents
- Sajjan Jindal

### Entraîneurs
- Thangboi Singto[2]
- Ashley Westwood (juillet 2013 - mai 2016)
- Albert Roca (juillet 2016 - juin 2018)
- Carles Cuadrat (juin 2018 - janvier 2021)[3]
- Naushad Moosa (janvier 2021 - mars 2021)
- Marco Pezzaiuoli (mars 2021 - juin 2022)
- Simon Grayson (juin 2022 - décembre 2023)
- Gérard Zaragoza (décembre 2023-)